# Evocoidae
Evocoidae zijn een familie uit de orde van de tweevleugeligen (Diptera), onderorde vliegen (Brachycera). Wereldwijd omvat deze familie 1 geslacht en 1 soort.

## Taxonomie
Het volgende taxa zijn bij de familie ingedeeld:
- Geslacht Evocoa Yeates, Irwin & Wiegmann, 2006
  - Evocoa chilensis (Yeates, Irwin & Wiegmann, 2003)